# Витанешти (Олт)
Витанешти (рум. Vitănești) насеље је у Румунији у округу Олт у општини Сарбиј-Магура. Oпштина се налази на надморској висини од 181 m.

## Становништво
Према подацима из 2002. године у насељу је живело 2186 становника, од којих су сви румунске националности.